# کاستلفیدارو
کاستلفیدارو (به ایتالیایی: Castelfidardo) یک کومونه در ایتالیا است که در استان آنکونا واقع شده‌است.

## خصوصیات
کاستلفیدارو ۳۲ کیلومترمربع مساحت و ۱۸٬۶۰۰ نفر جمعیت دارد و ۲۱۵ متر بالاتر از سطح دریا واقع شده‌است.

## خواهرخوانده
شهرهای Lodovico Castelvetro، کلینگلتال (زاکسن) و کاستلوترو دی مودنا خواهرخوانده‌های کاستلفیدارو هستند.